# Alfred Imonje
Alfred Imonje – kenijski trener piłkarski. 

## Kariera trenerska
Od lipca do grudnia 2011 roku prowadził reprezentację Somalii